# Paykan Tehran Volleyball Club
Le Paykan est un club iranien de volley-ball fondé en 1968 et basé à Téhéran qui évolue pour la saison 2013-2014 en Championnat d'Iran de volley-ball masculin.

## Palmarès
- Championnat masculin AVC des clubs (7)
- Vainqueur : 2002, 2006, 2007, 2008, 2009, 2010, 2011

- Championnat d'Iran (12)
- Vainqueur : 1996-97, 1997-98, 1998-99, 1999-00, 2002-03, 2005-06, 2006-07, 2007-08, 2008-09, 2009-10, 2010-11, 2014-15

- Championnat du monde des clubs de volley-ball masculin
- Troisième : 2010